# (27178) Quino
(27178) Quino ist ein Asteroid des inneren Hauptgürtels, der am 21. Januar 1999 im Rahmen des OCA-DLR Asteroid Surveys (O.D.A.S.), einem Projekt des OCA (Observatoire de la Côte d’Azur) und des DLR (Deutsches Zentrum für Luft- und Raumfahrt), am 90-cm-Schmidt-Teleskop des französischen Observatoire de Calern (IAU-Code 910) entdeckt wurde. Sichtungen des Asteroiden hatte es vorher schon gegeben, zum Beispiel im November und Dezember 1997 unter der vorläufigen Bezeichnung 1997 WE38 an der Lincoln Laboratory Experimental Test Site (ETS) in Socorro, New Mexico im Rahmen des Projektes Lincoln Near Earth Asteroid Research (LINEAR).
Der mittlere Durchmesser von (27178) Quino wurde mit 3,201 km (±0,094) berechnet. Mit einer Albedo von 0,249 (±0,037) hat er eine eher helle Oberfläche.
Mittlere Sonnenentfernung (große Halbachse), Exzentrizität und Neigung der Bahnebene des Asteroiden ähneln grob den Bahndaten der Mitglieder der Flora-Familie, einer großen Gruppe von Asteroiden, die nach (8) Flora benannt ist. Asteroiden dieser Familie bewegen sich in einer Bahnresonanz von 4:9 mit dem Planeten Mars um die Sonne. Die Gruppe wird auch Ariadne-Familie genannt, nach dem Asteroiden (43) Ariadne.
(27178) Quino wurde am 8. Oktober 2014 nach dem argentinischen Cartoon-Zeichner Joaquín Salvador Lavado Tejón (* 1932) benannt, der unter dem Künstlernamen Quino bekannt ist. Zu seinen bekanntesten Comicfiguren gehört Mafalda.